# Chaiya Mitchai
Chaiya Mitchai (thajsky ไชยา มิตรชัย) (* 5. dubna 1974, Ang Thong) je thajský zpěvák a likay[ujasnit] herec, který je považován za průkopníka[zdroj?] v hudebním žánru elektronický luk thung.

## Diskografie

### Alba
- Gam-praa aa-won (กำพร้าอาวรณ์)
- Rim grai-raat (ริมไกรราศ)
- Suay tee sut (สวยที่สุด)
- Gra-tom saao mern (กระท่อมสาวเมิน)
- Tay pee chaai-klong (เทพีชายคลอง)
- Gra-tong long taang (กระทงหลงทาง)
- Look tòok leum (ลูกถูกลืม)
- Mai tham ma da (ไม่ธรรมดา)